# Jordan Chipangama
Jordan Chipangama (ur. 12 listopada 1988) – zambijski lekkoatleta specjalizujący się w biegach średnich i długich. 
W 2005 zajął 6. miejsce w biegu na 1500 metrów podczas mistrzostw świata juniorów młodszych w Marrakeszu. Uczestnik halowych mistrzostw świata i mistrzostw świata juniorów z 2006. W 2013 zajął 29. miejsce w maratonie podczas światowego czempionatu w Moskwie.

## Osiągnięcia
| Rok  | Impreza                                   | Miejsce        | Konkurencja         | Pozycja     | Wynik   |
| ---- | ----------------------------------------- | -------------- | ------------------- | ----------- | ------- |
| 2005 | Mistrzostwa świata juniorów młodszych     | Marrakesz      | bieg na 1500 metrów | 6. miejsce  | 3:48,91 |
| 2006 | Halowe mistrzostwa świata                 | Moskwa         | bieg na 1500 metrów | eliminacje  | 3:46,01 |
| 2006 | Mistrzostwa świata juniorów               | Pekin          | bieg na 800 metrów  | eliminacje  | 1:51,27 |
| 2006 | Mistrzostwa świata juniorów               | Pekin          | bieg na 1500 metrów | eliminacje  | 3:54,17 |
| 2007 | Mistrzostwa świata w biegach przełajowych | Mombasa        | bieg juniorów       | 26. miejsce | 25:50   |
| 2013 | Mistrzostwa świata                        | Moskwa         | maraton             | 29. miejsce | 2:19:47 |
| 2016 | Igrzyska olimpijskie                      | Rio de Janeiro | maraton             | 93. miejsce | 2:24:58 |

## Rekordy życiowe
- bieg na 1500 metrów – 3:44,14 (2012) rekord Zambii
- półmaraton – 62:24 (2015) rekord Zambii
- maraton – 2:12:22 (2014) rekord Zambii